# Manifesto Records
Manifesto Records est un label indépendant basé à Los Angeles, en Californie, qui a publié des disques de Dead Kennedys, Tim Buckley, Cinerama, Concrete Blonde, Cranes, The Czars, Screamin 'Jay Hawkins, Lilys, The Rugburns, Sing-Sing, Ken Stringfellow, Tom Waits et The Wedding Present .

## Historique
Fondé en 1993, Manifesto est le successeur de labels indépendants datant de 1968, en particulier Bizarre Records et Straight Records).
Manifesto a sorti le catalogue complet de Dead Kennedys en 2001 après que le groupe ait obtenu les droits d' Alternative Tentacles. Manifesto est également le siège d'une imprimerie de Mark Volman et Howard Kaylan de The Turtles, appelée FloEdCo; cette marque a publié des albums de The Turtles et Flo &amp; Eddie. En novembre 2015, Manifesto a réédité l'intégralité du catalogue de Lee Michaels qui était sur A&M Records .
Manifesto est dirigé par Evan Cohen, avocat dans le domaine de la musique et des droits d'auteur et neveu de Herb Cohen, ancien directeur de Frank Zappa, Tim Buckley, Linda Ronstadt et Tom Waits .
En août 2015, le label a annoncé qu'il signait plusieurs nouveaux artistes, dont Puro Instinct, Drinking Flowers, Cellars et Band Aparte.
En 2017, Manifesto a sorti un coffret complet d'enregistrements d' Allan Holdsworth, et a également déterré d'autres enregistrements de Tim Buckley et de Screamin 'Jay Hawkins.
En novembre 2018, Manifesto a sorti un coffret de neuf CD des enregistrements complets de Kalapana de 1975 à 1983.